# Stadion Mladost w Zagrzebiu
Stadion Mladost – wielofunkcyjny stadion w Zagrzebiu, w Chorwacji. Obiekt użytkowany jest przez klub sportowy Mladost Zagrzeb. Stadion mieści się w obrębie kompleksu sportowego położonego nad brzegiem Sawy, na który składają się jeszcze m.in. hala sportowa, basen olimpijski i korty tenisowe. Na obiekcie od roku 1998 odbywa się mityng lekkoatletyczny Memoriał Hanžekovicia. Stadion gościł także ceremonię otwarcia 3. Uniwersjady Europejskiej w 2016 roku.